# Trefärgad pilgiftsgroda
Trefärgad pilgiftsgroda (Epipedobates tricolor), en groda i familjen pilgiftsgrodor, som finns i Ecuador.

## Beskrivning
Den trefärgade pilgiftsgrodan har slätt, mörkbrunt till klarrött skinn med tre beige, ljusgröna eller gula, iriserande strimmor (eller ibland punktrader) längs kroppen. Mittstimman blir bredare framtill och kan täcka stora delar av huvudets nosända. Undersidan är fläckig i ljusgrönt eller beige. Ögonen är stora, ofta med en strimma i samma färg som kroppsstrimmorna undertill. Bakbenen är kraftiga, medan frambenen är korta. Hanen blir mellan 19 och 24,5 mm lång, honan mellan 21,5 och 26,5 mm. 

## Utbredning
Arten är endast känd från ett 20-tal lokaler på Andernas sluttningar i Ecuador.

## Ekologi
Grodan lever på land, men nära vattendrag i bergsskogar på höjder mellan 1 000 och 1 800 m.  Lätet brukar liknas vid kanariefågelsång. Dieten består av olika mindre insekter som bland annat hoppstjärtar, myror och små skalbaggar.

### Giftighet
Dessa grodor är inte naturligt giftiga utan giftet kommer från grodans diet , grodor uppväxta i fångenskap matade med bananflugor är inte mer giftiga än vilda svenska grodor.

### Medicinsk användning
Som alla pilgiftsgrodor har den trefärgade pilgiftsgrodan ett starkt giftigt hudsekret som används som försvar mot predatorer, och som även utnyttjas som pilgift i samband med Chocóindianernas jakt. Man har upptäckt att sekretet hos denna art innehåller en kraftigt smärtstillande förening som beräknas vara 200 gånger kraftigare än morfin.

### Revirstrider och fortplantning
Hanarna hävdar revir: När två hanar möts reser de sig i upprätt ställning och cirklar runt medan de försöker omfamna varandra. Den som lyckas pressa den andra till marken genom att ligga på honom vinner kampen.
Parningen sker på land bland vissna löv, med en amplexus (hanens omfamning av honan) som sker just bakom honans huvud. I denna ställning lägger honan 20 till 25 ägg, som hanen vaktar. De kläckta grodynglen kravlar upp på hanens rygg, och han tar med dem till någon närbelägen vattensamling, där den fortsatta utvecklingen sker.

## Status
Den trefärgade pilgiftsgrodan är klassificerad som starkt hotad ("EN", underklassificering "B1ab(iii,v)") av IUCN. Orsakerna är främst vattenföroreningar och habitatsförlust till följd av jordbruk, samt insamling för medicinsk användning. Man misstänker även att svampsjukdomen chytridiomykos kan spela en roll.